# Ben Croshaw
Benjamin Richard "Yahtzee" Croshaw (nacido el 24 de mayo de 1983 en Rugby, Warwickshire, Inglaterra) es un escritor cómico, periodista de videojuegos y autor de juegos de aventura creados usando el programa Adventure Game Studio. Escribe artículos para la revista Hyper de Australia, una importante publicación de juegos. Usa también su sitio web "Fully Ramblomatic" para publicar sus trabajos, incluyendo artículos semanales de humor negro, ensayos, ficciones e historietas incluyendo Yahtzee Takes On The World y su más reciente, Chris & Trilby. Actualmente está haciendo una serie de críticas de videojuegos llamada Zero Punctuation para The Escapist. En la edición de febrero de 2008 de PC Gamer (Estados Unidos), Croshaw se encargó de la columna "Backspace" de Gary Whitta como editor colaborador.